# سیارک ۴۰۱۰۶
سیارک ۴۰۱۰۶ (به انگلیسی: 40106 Erben، نامگذاری:1998QW5) چهل هزار و صد و ششمین سیارک کشف شده‌است که در ۲۰ اوت ۱۹۹۸ کشف شد.